# Tech N9ne
Aaron Dontez Yates, artistnamn Tech N9ne, född 8 november 1971 i Kansas City, Missouri, är en amerikansk rappare. År 1999 startade Yates och Travis O'Guin sitt eget skivbolag Strange Music. Yates har sålt över 1 miljon exemplar album över hela världen, vilket gör honom till en av de mest framgångsrika hiphop artisterna inom "underground/independent hip hop". Yates har gjort sig känd på senare år genom att arbeta med hiphoppare som Lil Wayne, Snoop Dogg, Busta Rhymes, Twista och Eminem. Eminem skulle även ha medverkat på albumet "All 6's And 7's" men hann inte spela in sin vers i tid innan album släpptes.